# HD118313
HD118313 — хімічно пекулярна зоря спектрального класу F0, що має видиму зоряну величину в смузі V приблизно 8,9.
Вона  розташована на відстані близько 523,5 світлових років від Сонця.